# Jonas Mågård
Jonas Mågård (født 6. august 1992 i Randers, Danmark) er en dansk MMA-udøver, der konkurrerer i bantamvægt-klassen. Han blev Dansk MMA Amatørmester i 2013. Han er en af Skandinaviens mest aktive professionelle MMA-kæmpere og er tilknyttet Rumble Sports i København og All Powers Gym i Manchester i England.
Mågård møder svenske Fernando Flores til Danish MMA Night den 9. juni 2018 i Brøndbyhallen i København.

## MMA-karriere

### Amatørkarriere
Mågård startede som 18-årig til MMA i Randers-klubben AK Frem og flyttede i 2012 til København for at forbedre sin træning.

### Profesionelkarriere
Han fik sin professionelle MMA-debut ved European MMA 8: It's now or never på Frederiksberg den 22. februar 2014, hvor han vandt på submission mod tyske Eduard Heinz efter 2 minutter og 32 sekunder i 1. omgang. Han har siden opbygget en rekordliste på 9 sejre og 4 nederlag.
Mågårds seneste kamp var en pointsejr mod brasilianske Diego Barbosa ved BAMMA 34 den 9. marts 2018 i London i England.